# Filograma

Cladograma "hennigiano" interpretado como un diagrama filético o filograma, que muestra un ejemplo de diversificación de una especie ancestral en tres especies presentes en la actualidad. Cada nodo del árbol (como el marcado con un círculo rojo) representa la divergencia de un linaje ancestral en dos linajes que evolucionan independientemente, esto es, que adquieren su propio set de cambios evolutivos. En barras rojas se muestran las apomorfías: los nuevos estados del carácter.

Filograma "mayriano" (1981), la distancia al nodo común expresa el grado de divergencia de cada rama con respecto al ancestro. A la topología se puede agregar el ángulo entre cada rama y la continuación de la línea recta dada por el linaje ancestral como el grado de divergencia del grupo en relación al ancestro.

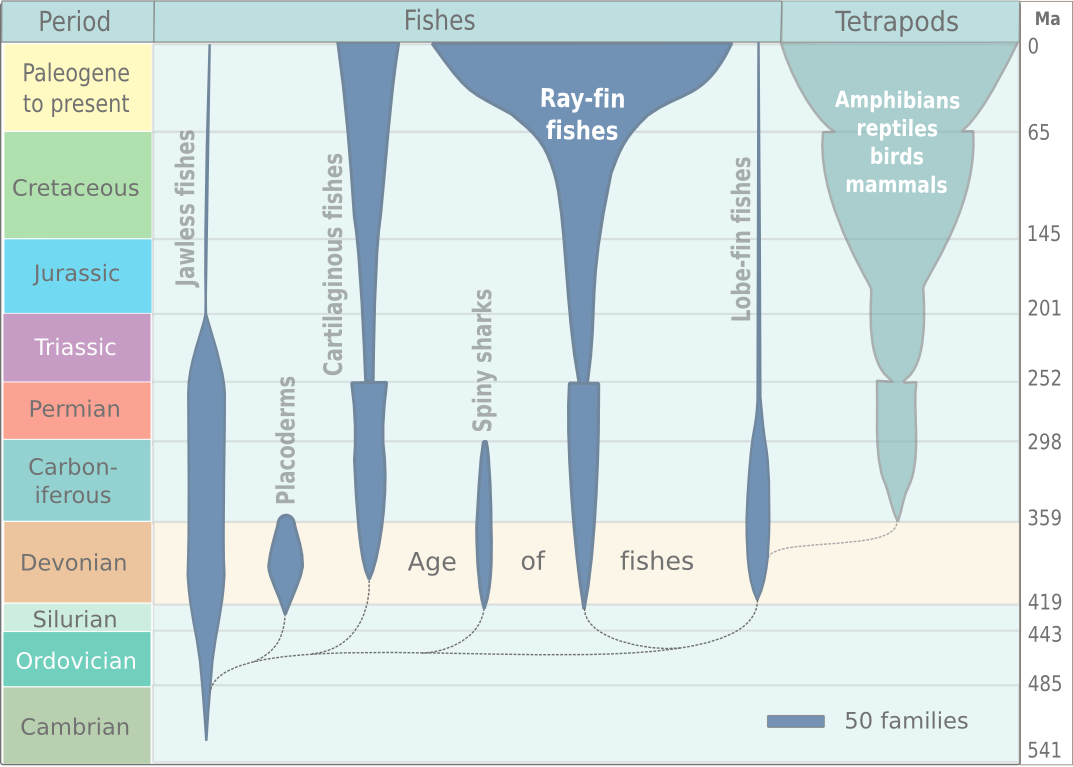
Filograma de tipo "spindle diagram" como los típicamente utilizados en Paleontología, el ancho de los husos es proporcional al número de familias estimado, el eje vertical indica edad geológica. La distancia entre ramas en el eje horizontal puede representar el grado de diferencia fenotípica entre grupos.

En taxonomía, se llama filograma (phylogram) o diagrama filético (phyletic diagram) a un diagrama que representa la historia filogenética de un grupo en forma de una secuencia de organismos ancestros y descendientes, convencionalmente diagramado como líneas que representan los linajes, nodos que representan los puntos de divergencia entre ellos, nodos terminales que representan el ancestro (en el sector inferior) y los linajes derivados (en el sector superior) y en sus ramas puede estar representada de diferentes formas la modificación evolutiva dentro de cada linaje independiente luego de la divergencia. Los linajes se caracterizan por ser "cohesivos" en cada momento y "continuos" en el tiempo, su pool genético está integrado pero cambia a lo largo del tiempo, por lo que no necesariamente representan similitud fenotípica ni genotípica (Simpson 1961, Mayr 1963, Ghiselin 1974, Hull 1976, 1978, Wiley 1978, Hennig 1966, 1975, Platnick 1977:97, como citados en Hull 1979). Otras convenciones pueden incluir la desviación y el largo de la rama como medida de la velocidad a la que ocurrió la divergencia, la terminación de una línea como un evento de extinción, líneas de puntos como sectores dudosos y líneas de diferente grosor como medidas del número relativo de organismos que componen el linaje. Compárese con dendrograma. 
Los filogramas son utilizados por los sistemáticos evolutivos. 
Según E Mayr (1978), "el árbol filogenético tradicional [es decir, que represente tanto ramificación como grados de modificación evolutiva dentro de cada línea filética:80] es la forma más frecuentemente usada de filograma". En particular el filograma introducido por E. Mayr posee ramas de diferente longitud desde el nodo del ancestro común, de forma de ubicar a los grupos hermanos a diferente distancia del ancestro según su grado de divergencia con el mismo (como introducido en 1969:256 según él mismo lo cuenta en 1978). Aparentemente era opcional a la topología el ángulo entre cada rama y la continuación de la línea recta dada por el linaje ancestral como la expresión del grado de divergencia en relación con el ancestro. Para E. Mayr la diferencia entre un cladograma y un filograma era el largo de las ramas. Mayr (1981:514): "La información sobre las autapomorfías es la que permite la conversión de un cladograma en un filograma [en el sentido restringido por Mayr] ...Los dos dispositivos topológicos pueden ser trasladados a un ranking para decidir categorías de grupos hermanos."
El término "cladograma" (cladogram) fue introducido en 1965 en dos publicaciones diferentes. Mayr (1978): "Se volvió aparente poco después de 1953 [después de Mayr, Linsley y Ursinger 1953 Methods and Principles of Systematic Zoology]  que había muchos tipos diferentes de dendrogramas, y Mayr y Camin & Sokal, sin conocimiento de la otra parte, propusieron el 29 de diciembre de 1964 los términos cladograma y fenograma en el mismo simposio de la Society of Systematic Zoology en Knoxville, Tennessee. Un cladograma es un dendrograma que describe la ramificación del árbol filogenético sin diagramar las tasas de divergencia." La definición de dendrograma daba el paso inferencial a filogenia todavía en Mayr (1965)p.82-83: "Si bien la definición original (Mayr, Linsley y Usinger 1953) fue menos precisa que deseada, no dejaba dudas que el término dendrograma aplica a un diagrama inferido de descendencia", y en 1965 no está de acuerdo con la definición matemática, sin inferir descendencia, que utilizan "los feneticistas" del término dendrograma. En Camin y Sokal (1965: 312): "Sugerimos el término cladograma para distinguir un dendrograma cladístico de uno fenético que podría ser llamado un fenograma (Ernst Mayr 1965 ha sugerido independientemente los mismos términos con significados idénticos)." (Dupuis en su review de 1984 interpreta que Camin y Sokal llegaban solo por métodos fenéticos a un dendrograma cladístico, pero ellos mismos comentan que el método que propusieron "parece ser el método filético profesado por los taxónomos ortodoxos", y si bien en esa época no lo veían como algo todavía viable estaban desarrollando métodos fenéticos -que parten de un observador ciego en lo que respecta a la evolución de cada carácter- como parte activa en la búsqueda de relaciones cladísticas.) Hennig, quien primero desarrollara los que en 1965 se llamarían cladogramas, o cladogramas hennigianos, también superponía la interpretación de un diagrama filético al dendrograma obtenido por su método (p.ej. en Hennig 1965 en la p.98 se observa un dendrograma "hennigiano", y en la p.113 los nodos marcados como ancestros, es decir un filograma "hennigiano"). Como DL Hull (1979) ya ha hecho notar, "las clasificaciones cladísticas no representan el orden de ramificación de grupos hermanos, sino el orden de emergencia de caracteres derivados únicos", por lo que para superponer una interpretación filética "tienen que hacer la suposición arbitraria de que nuevas apomorfías se originan cada vez que una línea [filética] se ramifica de su línea hermana. Esto es poco probable en la mayoría de los casos". Los métodos de análisis cladísticos no pueden discernir "relaciones no cladísticas" como la especiación sin la aparición de al menos un carácter derivado único en cada línea filética hija, la evolución reticulada, las especiaciones múltiples, ni la especiación dentro de un mismo linaje entre dos ramificaciones.
En visores de árboles filogenéticos informatizados se introdujo el filograma como un diagrama con ramas de diferente longitud, la longitud expresa el grado de divergencia del grupo con respecto al nodo. Los hay "rectangulares", "radiales" y "circulares".

Filograma "rectangular" (y girado 90º, sin raíz), el largo de las ramas horizontales, sin contar el largo de las ramas verticales que sólo se utilizan para dividir los linajes, representa el número de cambios evolutivos.[22][23]
Filograma "radial" (y sin raíz).[23]
Cladograma "circular" (y sin raíz), si el largo de las ramas representara el número de cambios evolutivos, entonces sería un filograma circular.[23]

La definición de cladograma fue cambiando con el tiempo y en los '1970 se prefería evitar el paso inferencial a filograma y presentarlos como esquemas de orden de emergencia de sinapomorfías, algunas de ellas coincidirían y otras no con el orden de división de linajes, y los cladistas introdujeron la diferencia explícita entre "cladograma" y "árbol filogenético" (referencias). Entre los evolucionistas actuales como T Cavalier-Smith (p.ej 2010) parece encontrarse la misma diferencia. "No puede dejar de enfatizarse que un cladograma hennigiano no es un árbol filogenético, los cladogramas no tienen ancestros..."

## Citas
1. 1 2 3  Así lo explicaban Camin y Sokal en 1965[16]):325: "El desarrollo de una técnica para deducir relaciones cladísticas entre los organismos parece proveer una base para una clasificación alternativa al sistema fenético expuesto por la taxonomía numérica. Como el método aquí expuesto parece ser el "filético" profesado por los taxónomos ortodoxos, puede parecer que las clasificaciones deberían ser establecidas con base en él o a un método similar. Sin embargo, ya hemos apuntado (Sokal y Camin 1965[18]) que las relaciones filéticas son siempre una composición de relaciones fenéticas, cladísticas y cronísticas no siempre claramente separadas en las mentes o escritos de los sistemáticos y que la sistemática como conjunto debería basarse en todas estas consideraciones. El grado al cual la fenética y la cladística coinciden no es conocido todavía, si bien asumimos que debe ser considerable. Como no hay un sistema operativo en este momento para combinar las relaciones fenéticas y cladísticas debemos elegir entre una base fenética o una cladística para la clasificación. Distinguimos entre "sistemática" y "clasificación", la primera incluye no sólo el estudio del orden de las cosas vivas sino también las causas y procesos que lo traen a colación, mientras que la clasificación es simplemente el arreglo de la naturaleza organizada en categorías por conveniencia de los biólogos. Por una variedad de razones, detalladas en otro lado (Sokal y Camin 1965[18]), parece ser que una base fenética es preferible para la clasificación en este sentido estricto hasta que un sistema operacional, que combine cladística y fenética pueda ser establecido".
2. ↑  PHA Sneath (1995[20]), sobre la recepción de su filosofía en los '60: "Ciertamente muchos sistemáticos (con la excepción de los microbiólogos, quienes tenían pocos preconceptos acerca de la evolución de las bacterias) me dieron la impresión de que porque nuestras propuestas no presuponían juzgamientos filogenéticos, debían ser antievolutivas. Pocas veces comprendieron que estas propuestas podían llevar a técnicas con las cuales explorar activamente la filogenia" [...] "George Gaylord Simpson, a quien tuve el privilegio de visitar, sorpresivamente fue muy receptivo. Mientras hubiera un lugar para la filogenética, no tenía objeciones hacia estos nuevos conceptos como un primer paso. Pensó que éramos demasiado optimistas al pensar que la fenética podía traer resultados de valor en determinar inicialmente las líneas generales de la filogenia, pero no denegó ni la posibilidad ni la lógica. Simpson tenía una mente pentrativa y claramente apreció la distinción entre las relaciones fenéticas y las cladísticas." [...] "Los taxónomos de bacterias más distinguidos de la época tenían variadas visiones. En esa época había insuficiente cantidad de datos para cuestiones filogenéticas, así que el debate concernía conceptos fenéticos". [...] "Samuel Cowan [...] nos dio un gran apoyo provisto que el resultado final era una mejor identificación de bacterias". En inglés en el original: "Certainly many systematists (with the exception of microbiologists, who had few preconceptions about bacterial evolution) gave me the impression that because our proposals did not presuppose phylogenetic judgements, they must be antievolutionary. They seldom understood that these proposals could lead to techniques by which one could actively explore phylogeny." [...] "George Gaylord Simpson, whom I had the privilege of visiting [...], was surprisingly receptive. As long as there was a place for phylogenetics, he had no objection to the new concepts as a first step. He thought we were too optimistic in thinking that phenetics would yield results of value in initially determining the outlines of phylogeny, but he did not deny either the possibility or the logic. Simpson had a penetrating mind and clearly appreciated the distinction between phenetic and cladistic relationships." [...] "The most distinguished bacterial taxonomists of the time had varied views. At that time there were insufficient data for phylogenetic endeavors, so the debate concerned phenetic concepts." [...] "Samuel Cowan [...] was very supportive provided the end result was better bacterial identification."